# Prefettura di Hokkaidō
Hokkaidō (北海道?, Hokkai-dō) è una prefettura giapponese, che occupa l'intera isola omonima. Si tratta di una particolare prefettura (道?, Dō) costituita da un insieme di 14 sottoprefetture.

## Sottoprefetture
La prefettura di Hokkaidō è una delle 8 prefetture del Giappone che sono divise in sottoprefetture (le altre sono Tokyo, Yamagata, Nagasaki, Okinawa, Kagoshima, Miyazaki e Shimane). Questo fatto è dovuto principalmente alla sua enorme estensione: molte parti della prefettura sono semplicemente troppo lontane per essere direttamente amministrate da Sapporo. Le sottoprefetture svolgono molti dei compiti generalmente svolti dalle normali prefetture.
| - Sottoprefettura di Hidaka - Sottoprefettura di Hiyama - Sottoprefettura di Iburi - Sottoprefettura di Ishikari - Sottoprefettura di Kamikawa - Sottoprefettura di Kushiro - Sottoprefettura di Nemuro | - Ufficio sottoprefettizio generale di Okhotsk - Sottoprefettura di Oshima - Sottoprefettura di Rumoi - Sottoprefettura di Shiribeshi - Sottoprefettura di Sorachi - Sottoprefettura di Sōya - Sottoprefettura di Tokachi |